# Лобанова Світлана Василівна
Світлана Василівна Лобанова (нар. 6 червня 1962, місто Кіровоград, тепер Кропивницький) — українська діячка, заступник голови Кіровоградської обласної державної адміністрації, тимчасовий виконувач обов'язків голови Кіровоградської обласної державної адміністрації (з 27 червня по 8 листопада 2019 року).

## Життєпис
Закінчила Кіровоградський інститут сільськогосподарського машинобудування (1984), Українську академію зовнішньої торгівлі (2000), менеджмент зовнішньоекономічної діяльності, магістр міжнародного менеджменту).
Серпень 1984 — березень 1985 року — інженер-технолог ІІІ категорії СКТБ заводу «Пуансон», м. Знам'янка Кіровоградської області.
Квітень 1985 — січень 1995 року — інженер ЗЕЗ, старший інженер, інженер ІІ категорії Кіровоградського науково-виробничого об'єднання «Грунтопосівмаш» (НВО «Лан»), м. Кіровоград.
Січень 1995 — грудень 1999 року — провідний інспектор, головний економіст, заступник начальника управління зовнішніх економічних зв'язків Кіровоградської області, м. Кіровоград.
Січень 2000 — вересень 2005 року — начальник відділу зовнішньоекономічної діяльності, начальник відділу зовнішніх зносин та інформації, начальник відділу зовнішньоекономічної діяльності та євроінтеграції управління зовнішніх зносин, зовнішньоекономічної діяльності та торгівлі Кіровоградської облдержадміністрації, м. Кіровоград.
Жовтень — листопад 2005 року — начальник відділу євроінтеграції зовнішньоекономічної та виставкової діяльності головного управління економіки облдержадміністрації, м. Кіровоград.
Листопад 2005 — травень 2006 року — начальник управління зовнішньоекономічних зв'язків головного управління економіки облдержадміністрації, м. Кіровоград.
Травень 2006 — січень 2016 — заступник директора департаменту економічного розвитку і торгівлі — начальник управління зовнішніх зносин, зовнішньоекономічної діяльності, державної регуляторної політики та розвитку підприємництва Кіровоградської обласної державної адміністрації, м. Кіровоград.
Січень 2016 року — виконуюча обов'язки заступника голови Кіровоградської обласної державної адміністрації.
Січень 2016 — квітень 2018 року — заступник голови — керівник апарату Кіровоградської обласної державної адміністрації.
З квітня 2018 року — заступник голови Кіровоградської обласної державної адміністрації, м. Кропивницький.
З 27 червня по 8 листопада 2019 року — тимчасовий виконувач обов'язків голови Кіровоградської обласної державної адміністрації.

## Нагороди
- орден княгині Ольги ІІІ ст. (21.06.2018)